# Восход (Белокатайский район)
Восход (баш. Восход) — деревня в Белокатайском районе Республики Башкортостан Российской Федерации. Входит в состав Тардавского сельсовета. 

## География

### Географическое положение
Расстояние до:
- районного центра (Новобелокатай): 37 км,
- центра сельсовета (Левали): 9 км,
- ближайшей ж/д станции (Ункурда): 73 км.

## Население
| 2002 | 2009 | 2010 |
| ---- | ---- | ---- |
| 112  | ↘80  | ↘66  |

Согласно переписи 2002 года, преобладающая национальность — русские (93 %).